# Volleyballclub Sm'Aesch Pfeffingen
Il Volleyballclub Sm'Aesch Pfeffingen è una società di pallavolo femminile svizzera, con sede a Pfeffingen: milita nel campionato svizzero di Lega Nazionale A.

## Storia
Il Volleyballclub Sm'Aesch Pfeffingen nasce nel 2000 dalla fusione di due club, il Volleyballclub Aesch ed il Volleyballclub Pfeffingen. Dalla stagione 2005-06 il club milita nella Lega Nazionale A, la massima divisione del campionato svizzero, senza enormi risultati, a parte qualche quarto e quinto posto. Al termine della stagione 2009-10 il club si qualifica per la Challenge Cup.

## Rosa 2019-2020
| N° | Nome              | Ruolo | Data di nascita  | Nazionalità sportiva |
| -- | ----------------- | ----- | ---------------- | -------------------- |
| 1  | Tarah Wylie       | C     | 24 luglio 1997   | Stati Uniti          |
| 2  | Luisa Schirmer    | S     | 26 agosto 1996   | Stati Uniti          |
| 3  | Livia Zaugg       | S     | 29 gennaio 1996  | Svizzera             |
| 4  | Gabi Schottroff   | C     | 8 febbraio 1997  | Svizzera             |
| 5  | Taylor Fricano    | O     | 4 febbraio 1995  | Stati Uniti          |
| 6  | Madlaina Matter   | C     | 19 ottobre 1996  | Svizzera             |
| 7  | An Saita          | L     | 27 gennaio 1993  | Giappone             |
| 8  | Monika Chrtianska | O     | 18 novembre 1996 | Austria              |
| 9  | Dora Grozer       | S     | 21 novembre 1995 | Germania             |
| 12 | Livia Saladin     | L     | 21 novembre 2003 | Svizzera             |
| 14 | Jazmine White     | C     | 14 dicembre 1993 | Canada               |
| 15 | Megan Cyr         | P     | 1º giugno 1990   | Canada               |
| 17 | Annalea Maeder    | P     | 3 gennaio 2002   | Svizzera             |

## Palmarès
- Supercoppa svizzera: 1

2020